# Eucithara trivittata
Eucithara trivittata é uma espécie de gastrópode do gênero Eucithara, pertencente à família Mangeliidae.